# Gran Premio Industria e Artigianato 1995
Il Gran Premio Industria e Artigianato 1995, ventinovesima edizione della corsa e diciannovesima con questa denominazione, si svolse il 24 aprile su un percorso di 210 km, con partenza e arrivo a Larciano. Fu vinto dall'italiano Andrea Ferrigato della ZG Mobili-Selle Italia-Birex davanti ai suoi connazionali Angelo Canzonieri e Luca Gelfi.

## Ordine d'arrivo (Top 10)
| Pos. | Corridore          | Squadra                      | Tempo    |
| ---- | ------------------ | ---------------------------- | -------- |
| 1    | Andrea Ferrigato   | ZG Mobili-Selle Italia-Birex | 5h37'26" |
| 2    | Angelo Canzonieri  | Mercatone Uno-Saeco          |          |
| 3    | Luca Gelfi         | Brescialat-Fago              |          |
| 4    | Claudio Chiappucci | Carrera Jeans-Tassoni        |          |
| 5    | Antonio Fanelli    | Amore & Vita-Galatron        |          |
| 6    | Rodolfo Massi      | Refin-Cantina Tollo          |          |
| 7    | Stefano Checchin   | Carrera Jeans-Tassoni        |          |
| 8    | Gabriele Colombo   | Gewiss-Ballan                |          |
| 9    | Mariano Piccoli    | Brescialat-Fago              |          |
| 10   | Vladislav Bobrik   | Gewiss-Ballan                |          |